# Kanata
Kanata est une ancienne ville maintenant considérée comme un quartier de la partie ouest d'Ottawa. Elle fut une ville indépendante de 1978 à 2001, année de sa fusion avec Ottawa.

## Histoire
La ville est fondée en 1964 à l'ouest de la ceinture verte de la capitale, sous forme de ville nouvelle planifiée. Au cours des années 1970, elle devient un important centre de hautes technologies. Elle est incorporée en 1978.
Elle avait 59 700 habitants lors de sa fusion en 2001 et en compte 117 304 habitants en 2016.

## Économie
Deux grands promoteurs ont marqué la ville : d'abord William Teron qui en fit la planification générale, puis Campeau Corporation.

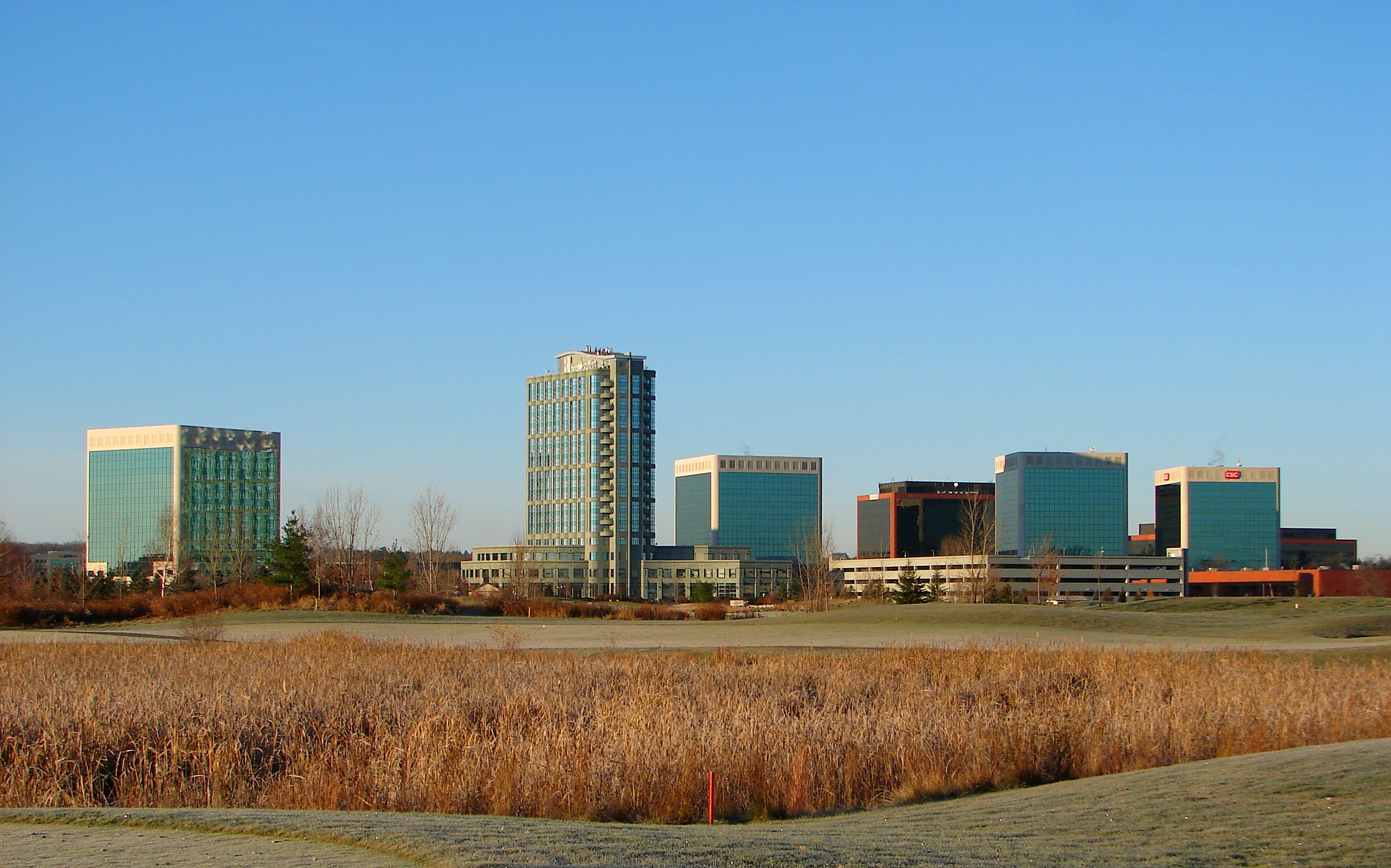
Kanata Research Park